# 뱌체슬라프 포노마료프

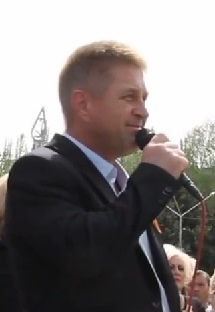
포노마료프, 2014년 5월 9일 슬로우얀스크에서

뱌체슬라프 블라디미로비치 포노마료프(러시아어: Вячеслав Владимирович Пономарёв, 1965년 5월 2일 슬로우얀스크 ~ )는 우크라이나 도네츠크주 슬로우얀스크의 자칭 시장이다. 소련의 아프가니스탄 침공시 북방 함대의 특무부대원으로 참전하였으며 한때는 비누 생산 공장을 운영하기도 했다. 그는 슬로우얀스크 시장으로 있던 넬리아 슈테파를 우익 섹터와 협력한 사람이라고 비판했으며 2014년 4월 14일 슬로우얀스크 시청을 점거한 뒤부터 자신을 슬로우얀스크의 인민 시장이라고 주장했다.
2014년 4월 19일 포노마료프는 슬로우얀스크에 거주하는 우크라이나어 사용자를 사냥하고 슬로우얀스크 내에서 우크라이나어를 사용하는 사람은 모두 보고하라는 명령을 내렸다.
동년 6월 10일, 포노마료프는 이고리 기르킨이 이끄는 민병대에 억류되었고 구(舊) 우크라이나 보안원 청사였던 돈바스 인민군 본부에 유치(留置)되었다. 포노먀료프의 공보 비서 스텔라 호로셰바는, 미성년 소녀를 강간한 혐의 이외에 여러 건의 범죄를 저지르게 만들었던 마약 중독 때문에 그의 억류가 일어났다고 전했다. 그녀는 또한 포노마료프가 마약 과용으로 위험한 상태에 있다고 했다. 한편 슬로우얀스크 시의회 의원 빅토리야 파치오라는 포노마료프가 "공금(公金)의 목적없는 낭비"를 이유로 구금되었다고 전했다.